# Time to Live
A Time To Live (TTL) számítógép-hálózatok működésével kapcsolatos fogalom. Szó szerinti jelentése: élettartam.
A TTL egy információ érvényesség ellenőrző mechanizmus. Segítségével megakadályozható, hogy egy rendszerben érvénytelen adatok legyenek jelen, vagy halmozódjanak fel. 
A TTL megvalósítható számlálóként vagy időtartamként, az adatokhoz csatolva vagy azokba ágyazva. 
Számlálóként megvalósítva (pl.: IP csomagok) meghatározott események csökkentik a számláló értékét, időtartamként megvalósítva (pl.: DNS feloldások) a hátralevő idő egy megadott értékről csökken, és amikor az érték 0-ra csökkent az adat eldobásra, vagy megújításra kerül.

## Az internetprotokollban
Az internetprotokoll esetében ez a csomagok fejlécében található számláló. Valójában nem idő mérőszáma, hanem „hop count”, amit minden aktív eszköz (útválasztó (router)) csökkent. Ha egy aktív eszköz 0-nak látja a TTL-t, akkor egyszerűen eldobja a csomagot. 
A TTL mezőre azért van szükség, mert nélküle redundáns hálózatoknál hibás beállítás esetén előfordulhatna, hogy az IP-csomagok körbe-körbe keringenek. A TTL mező nélkül a hálózatban a végtelenségig keringő csomagok jöhetnének létre és használhatatlanná válna, mivel foglalnák a hálózat sávszélességét.
A traceroute (linux)  (windows) parancs a TTL-t használja a célállomás között található útválasztók felderítésére. Ezt úgy éri el, hogy a TTL-t az első csomagban 1-re állítja, így az első útba eső aktív eszköz már nem továbbítja a csomagot, viszont válaszol. Ezután folyamatosan növeli, így a  következő útválasztók sorrendben válaszolnak a kérésekre, ezáltal láthatóvá válik a hálózat felépítése. Természetesen adott tűzfal kiszűrheti a kéréseket és dobja a csomagokat.

## A névszervereknél
A doménnév-szolgáltatásban a TTL az adott doménhez tartozó beállítás, ami azt határozza meg, hogy a gyorsítótárként funkcionáló névszerverek mennyi ideig tárolhatják el a lekérdezett adatokat, azaz mennyire legyen friss a gyorsítótárakból elérhető információ.